# بريغام يونغ
بريغام يونغ هو ثاني رئيس لكنيسة يسوع المسيح لقديسي الأيام الأخيرة. وُلد بتاريخ 1 يونيو 1801 في قرية وهيتينْهام بولاية فيرمونت الأمريكية. تولّى رئاسة الكنيسة عام 1847 بعد مرور ثلاث سنوات على مقتل جوزيف سميث. توفي بتاريخ 29 آب/أغسطس 1877 في مدينة سولت ليك بولاية يوتا الأمريكية.
أسّس بريغام يونغ جامعة بريغام يونغ في مدينة بروفو بولاية يوتا الأمريكية.